# تشاو (القنفذ سونيك)
تشاو (بالإنجليزية Chao)، (/ˈtʃaʊ/ ؛ (باليابانية: チャオ)) هي كائنات حياة خيالية في سلسلة ألعاب فيديو القنفذ سونك Sonic the Hedgehog التي نشرتها شركة سيجا. وهي كائنات صغيرة شبيهة بالأطفال تمر بدورة حياة معقدة وتوجد في عدة أشكال اعتمادًا على كيفية تربيتها. قام مطوروا شركة سونك تيم بدمج Chao في الألعاب لتشجيع اللاعبين على استكشاف المستويات ودعم الانقسام بين الخير والشر في سونك أدفنشر 2.
ظهرت تشاو في العديد من الألعاب في السلسلة، بدءًا من سونك ادفنشر Sonic Adventure في عام 1998. عادة ما تأخذ شكل حيوانات أليفة افتراضية، لكنها لعبت أيضًا أدوارًا في القصة وظهرت في عناصر أخرى من طريقة اللعب. وعلى الأخص، فإن شخصية Cream the Rabbit لها اسم Chao يُدعى Cheese، تستخدمه لمهاجمة الأعداء. ظهرت تلك الكائنات أيضًا في ألعاب خارج السلسلة، مثل كوميديا Sonic the Hedgehog، وأنمي سونك إكس، بالإضافة إلى ظهورها في العروض الترويجية والبضائع. أعطى النقاد آراء إيجابية عامة حول تشاو واندماجهم في لعبة سونك، وأشادوا بشكل عام بقيمتها باعتبارها تحويلاً.

## الخصائص
تستند تشاو على تقنية خاصة تسمى A-Life، وقد أنشأتها في الأصل سونك تيم لـ NiGHTS into Dreams، حيث استُخدمت حيوانات أليفة افتراضية مماثلة تسمى Nightopians.
صرح تاكاشي إيزوكا من فريق سونك تيم في مقابلة مع ناشر ألعاب الفيديو 1UP.com أن تشاو جرى دمجها في سونك أدفنشر "بحيث يضطر اللاعبون الجدد إلى الخروج واستكشاف أقسام الحركة والعثور على فليكي Flickies والأشياء الأخرى." صُمم تشاو كـ "كيان محايد نسبيًا" في هذه اللعبة. ومع ذلك، للحفاظ على اتساقها مع ثنائية الخير والشر في سونك أدفنشر 2، فقد جرى تصميمها بحيث يمكن للاعب ترقيتها كـ "Hero Chao" أو "Dark Chao". مُنحت Chao القدرة على التواصل الاجتماعي والتفاعل في سونك أدفنشر 2 لجعل اللعبة فريدة من نوعها، ولتشبه أكثر بـ "شكل حقيقي من أشكال الحياة الاصطناعية".
تشاو هي مخلوقات صغيرة بجسم يشبه الحلوى وتتصرف مثل الأطفال الرضع البشرية، ولها شخصيات ممتعة ومريحة. صرح البروفيسور تشاو، وهو شخصية ثانوية في سونك أدفنشر 2، أن Chao لطيف، ويستمتع بالألعاب ويمكن حمله أو مداعبته. ومع ذلك، فهو يكره الإمساك به بينما يقفز اللاعب أو يدور حوله أو يرميه. يتغذى تشاو على ثمار الشجر وجوز الهند. يفقس تشاو من البيض الموجود في حدائق تشاو. عندما يقضي اللاعب وقتًا كافيًا مع Chao في حديقة Chao، يطور Chao شرنقة ؛ ويفقس منها كشخص بالغ. في النهاية يطور شرنقة أخرى. إذا جرى معالجة Chao بشكل جيد، يكون لون الشرنقة ورديًا ويتجسد Chao كبيضة ؛ ثم تبدأ الدورة من جديد ويتذكر تشاو اللاعب. ومع ذلك، إذا جرى معاملة Chao بشكل سيئ، فإن الشرنقة تكون رمادية ويموت Chao، ويزيل كل أثر لنفسه من اللعبة. يمكن أن تتكاثر تشاو لإنتاج بيض مخصب.

## روابط خارجية
- مختبر تشاو (مؤرشف)
- تشاو في سونك سيتي (مؤرشف)
- تشاو في قناة سونك باللغة اليابانية